# Bábs helgedom
Bábs helgedom (Hebreiska: מקדש הבאב, Arabiska: ضريح الباب) är den näst heligaste platsen inom bahá'í, den yngsta av världens monoteistiska religioner. Det är platsen där de jordiska kvarlevorna av en av trons grundare Báb vilar. Helgedomen som är belägen på Karmelberget i Israel, blev tillsammans med andra bahá'í platser i Israel utnämnd till världsarv av FN-organisationen Unesco år 2008.
Helgedomen ligger i en trädgård bestående av 19 terrasser. Nio terrasser är nedanför helgedomen och nio är ovanför.

## Historia

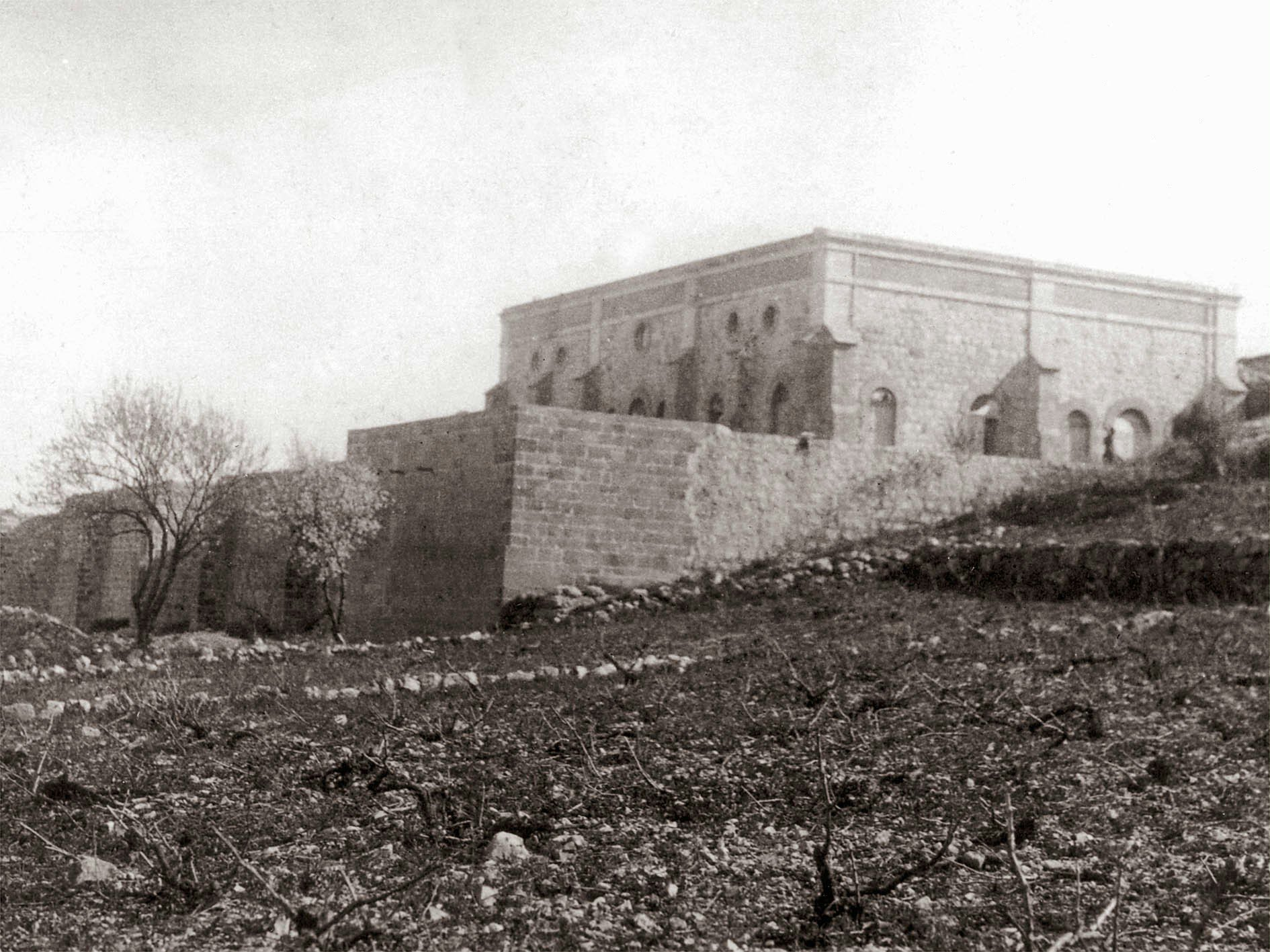
Bábs helgedom år 1909

Báb avrättades år 1850 i Tabriz, Iran. Hans kvarlevor fördes år 1909 till helgedomens plats som då endast var ett ordinärt envåningshus. Denna byggnad har, med bland annat en överbyggnad, sedan byggts ut till dess nuvarande form. Helgedomen stod i sin helhet klar år 1953.
Helgedomen öppnades officiellt för allmänheten i maj år 2001.

## Arkitektur
Helgedomens yttre består främst av italiensk marmor medan pelarna är gjorda av rosa granit. Dess kupol består av 14,000 handgjorda guldplattor importerade från Nederländerna.